# Burgsinn
Burgsinn ist ein Markt im unterfränkischen Landkreis Main-Spessart und der Sitz der Verwaltungsgemeinschaft Burgsinn.

## Geografie

### Geografische Lage
Die Gemeinde liegt in der Region Main-Spessart (Nachbarlandkreis von Würzburg). Der topographisch höchste Punkt der Gemeindegemarkung befindet sich mit 509 m ü. NHN (Lage) an der Lohrer Höhe, der niedrigste liegt an der Sinn auf 174 m ü. NHN (Lage).

### Gemeindegliederung
Es gibt zwei Gemeindeteile (in Klammern ist der Siedlungstyp angegeben):
- Burgsinn (Hauptort)
- Trockenbachshof (Einöde)

Es gibt nur die Gemarkung Burgsinn.

### Nachbargemeinden
| Gemeinde Aura im Sinngrund        | Gemeinde Mittelsinn                         | Forst Aura (Gemeindefreies Gebiet)                                      |
| Gemeinde Fellen                   | Kompassrose, die auf Nachbargemeinden zeigt | Omerz und Roter Berg (Gemeindefreies Gebiet) und Gemeinde Wartmannsroth |
| Herrnwald (Gemeindefreies Gebiet) | Stadt Rieneck                               | Gemeinde Gräfendorf                                                     |

## Name

### Etymologie
Das Grundwort des ursprünglichen Namens Sinna geht auf den den Ort durchfließenden Fluss Sinn zurück. Der Zusatz im zeitweise verwendeten Namen Niedersinn wurde verwendet, um Niedersinn von den naheliegenden Dörfern Obersinn und Mittelsinn zu unterscheiden und wies auf die Lage im Tal hin.

### Frühere Schreibweisen
Frühere Schreibweisen des Ortes aus diversen historischen Karten und Urkunden:
| - 1001 Sinna - 1303 Sinne - 1317 Synne - 1319 Burgsinne | - 1339 Borgsinn - 1346 Nydern Sinne - 1467 Burgsynn - 1695 Burgsinn |

## Geschichte

### Bis zur Gemeindegründung
Ein in Burgsinn gefundenes, aus dem ausgehenden  Neolithikum stammendes Steinbeil (um 2000 v. Chr.) ist das älteste Zeugnis menschlicher Anwesenheit im Ortsgebiet. In einer Urkunde des Klosters Fulda aus dem Jahr 812 ist der Sinngau („Sinnahgeuue“) erwähnt. Aus dem Jahr 1001 stammt der erste schriftliche Beleg für die Existenz des Ortes, das damalige würzburgische Dorf Sinna. Während der Zeit der Stammesherzogtümer gehörte der Ort zum Herzogtum Franken. 1303 ist von Burgmannen des „Gotzo, Aplo et Her (mannus) de Sinne“ als Besatzung der Grenzfestung Sinna die Rede. 1334 verlieh Kaiser Ludwig der Bayer „dem Dorf zu Synne“ auf „ewiglich“ das Marktrecht. 1338 wurde Dietz von Thüngen Erbburgmann und Herr von Burg und Ort Sinna. Dietz von Thüngens Sohn Wilhelm erwarb im Jahre 1405 für 10.000 Gulden die Herrschaft Burgsinn mit allem Dazugehörigen.
1804 gehörte Burgsinn mit Zeitlofs und den Zubehörungen Eckarts, Trübenbrunn, Rupboden, Roßbach, Weißenbach, Detter, Heiligkreuz, Völkersleier, Dittlofsroda, Weikersgrüben, Gräfendorf und Höllich den Freiherrn von Thüngen. Sie lagen als enklavierte Besitzungen im Landgerichts- und Rentamtsbezirk Gemünden des Fürstentums Würzburg in Kurpfalzbayern.
1808 kam Burgsinn als enklavierter Thüngener Patrimonialort in das Districtscommissariat Wolfsmünster des Großherzogtums Würzburg. Bürgermeister für die Lutzische Linie der Freiherren von Thüngen war Heinrich Alsheimer und Friedrich Heilmann. Für die Andreasische Linie waren Georg Köhler und Johann Schmitt die Bürgermeister. Schullehrer war Johann Dünkel. Damals gingen wöchentlich montags Boten von Burgsinn nach Würzburg und von Würzburg nach Burgsinn ab. In Würzburg kehrten sie im Goldenen Schiff ein.
Infolge des Pariser Vertrages vom 3. Juni 1814 kam Burgsinn mit dem Großherzogtum Würzburg im Juni 1814 zur Krone Bayern.
Im Zuge der Verwaltungsreformen in Bayern entstand mit dem Gemeindeedikt von 1818 die heutige Gemeinde.

### Verwaltungsgeschichte
Im Jahre 1862 wurde das Bezirksamt Gemünden am Main gebildet, auf dessen Verwaltungsgebiet Burgsinn lag. 1872 wurde das Bezirksamt Gemünden ins Bezirksamt Lohr am Main eingegliedert. Erst 1902 wurde das Bezirksamt Gemünden wieder neu gebildet. 1939 wurde wie überall im Deutschen Reich die Bezeichnung Landkreis eingeführt. Burgsinn war nun eine der 27 Gemeinden im Landkreis Gemünden am Main. Mit der Auflösung des Landkreises Gemünden am Main kam Burgsinn am 1. Juli 1972 zum neu gebildeten Landkreis Mittelmain, der zehn Monate später seinen endgültigen Namen Landkreis Main-Spessart erhielt.

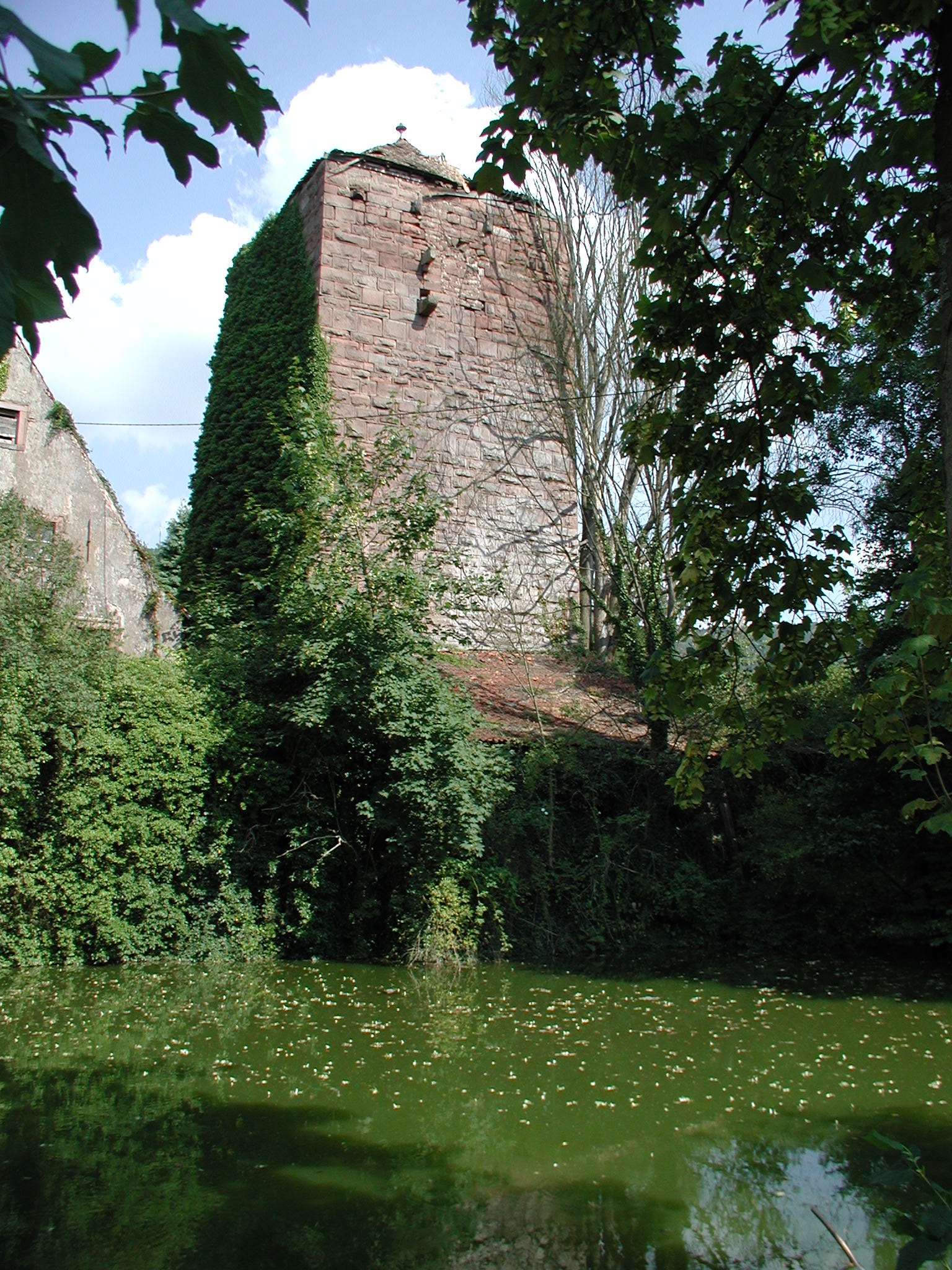
Bergfried, am Zugang der Burg

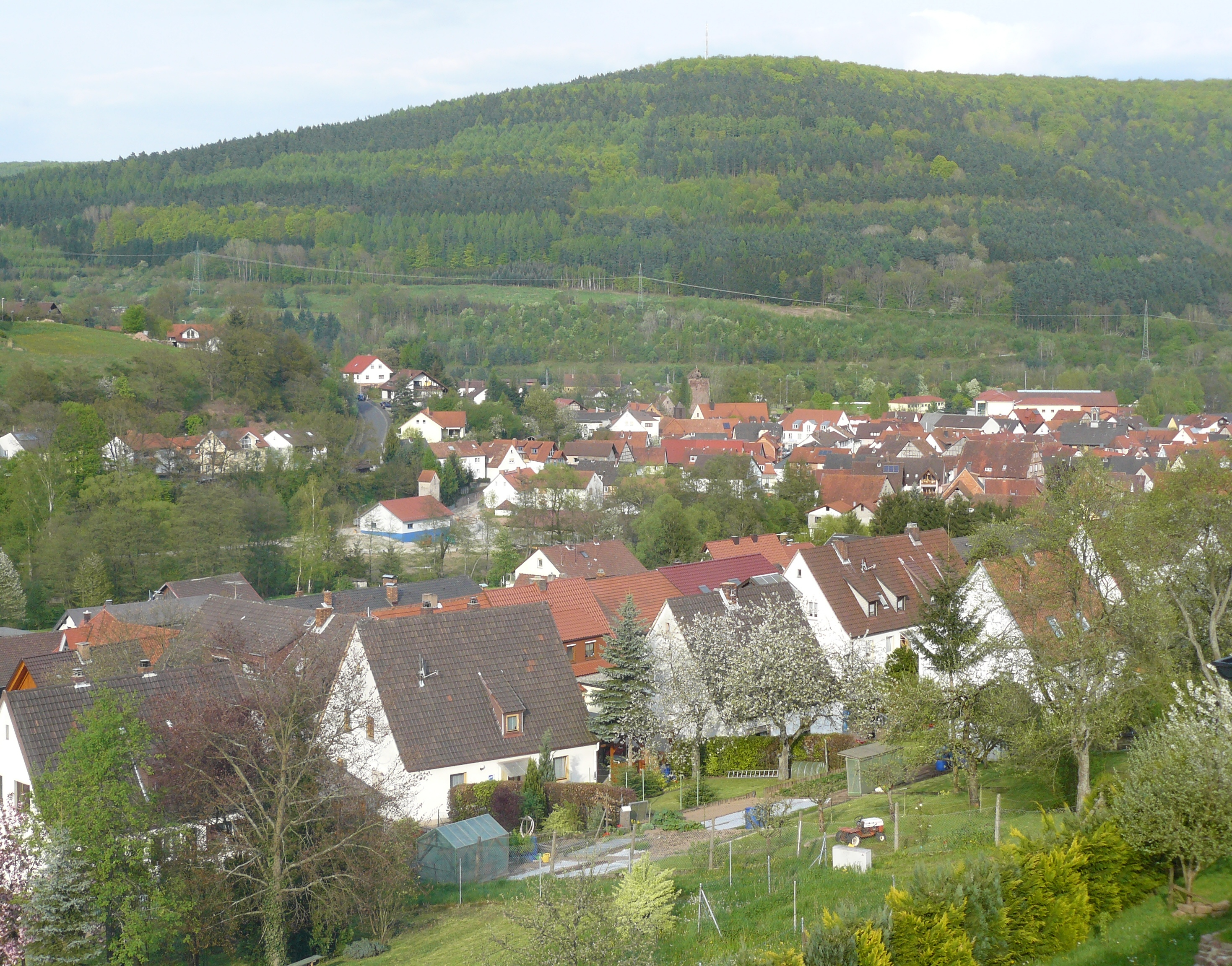
Blick auf die Dächer von Burgsinn

### Religionen
Die Pfarrei St. Michael Burgsinn gehört zum Dekanat Karlstadt der Diözese Würzburg. Die auch „Sinntaldom“ genannte katholische Pfarrkirche war bis zur Einweihung der evangelisch-lutherischen Dreieinigkeitskirche 1955 Simultankirche für die katholischen und evangelischen Christen Burgsinns.
Im November 1938 wurde die Synagoge geschändet. Die letzten Gemeindemitglieder wurden 1942 deportiert und ermordet.

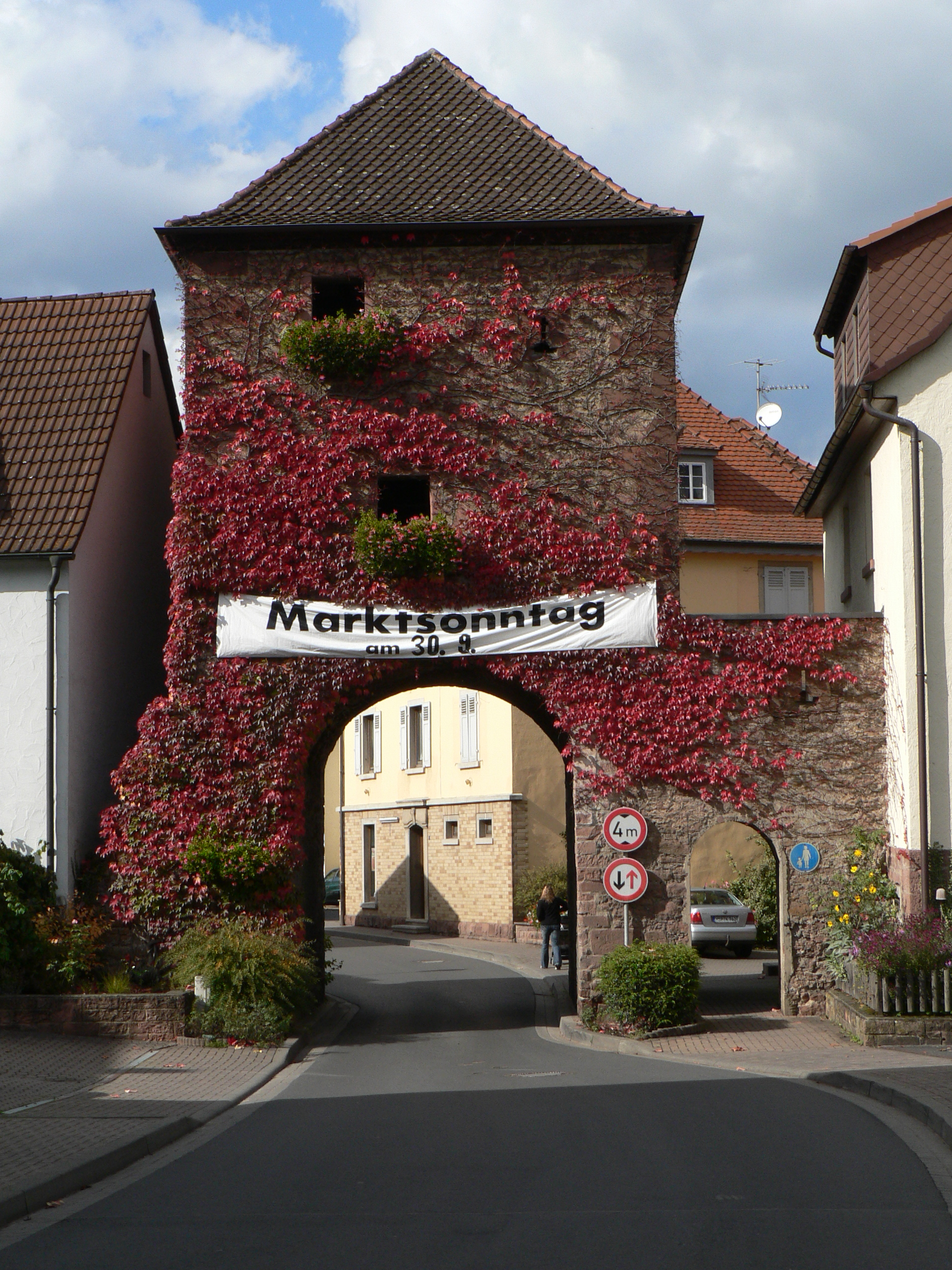
Rienecker Tor

### Einwohnerentwicklung
Im Zeitraum 1988 bis 2018 sank die Einwohnerzahl von 2682 auf 2366 um 316 bzw. um 11,8 %.

## Politik

### Bürgermeister
Bürgermeister ist seit Mai 2014 Robert Herold (Bürgerliste Burgsinn). Er wurde am 15. März 2020 mit 69,0 % der Stimmen wieder gewählt.
Amtszeiten der Bürgermeister
- 1990–2014: Franz Schüßler
- seit 2014: Robert Herold

### Marktgemeinderat
Der Marktgemeinderat Burgsinn besteht aus 15 Mitgliedern, die sich seit der Kommunalwahl 2020 wie folgte zusammensetzten:
| Partei / Liste                       | 2020 |
| ------------------------------------ | ---- |
| Bürger-Liste Burgsinn / Freie Bürger | 7    |
| CSU – Unabhängige Bürger             | 3    |
| Initiative Burgsinn                  | 3    |
| SPD – Freie Liste Burgsinn           | 2    |
| Gesamt                               | 15   |

### Wappen
| Wappen von Burgsinn | Blasonierung: „Ein rotes Widderhorn auf goldenem Grund.“ |
| Wappen von Burgsinn |                                                          |

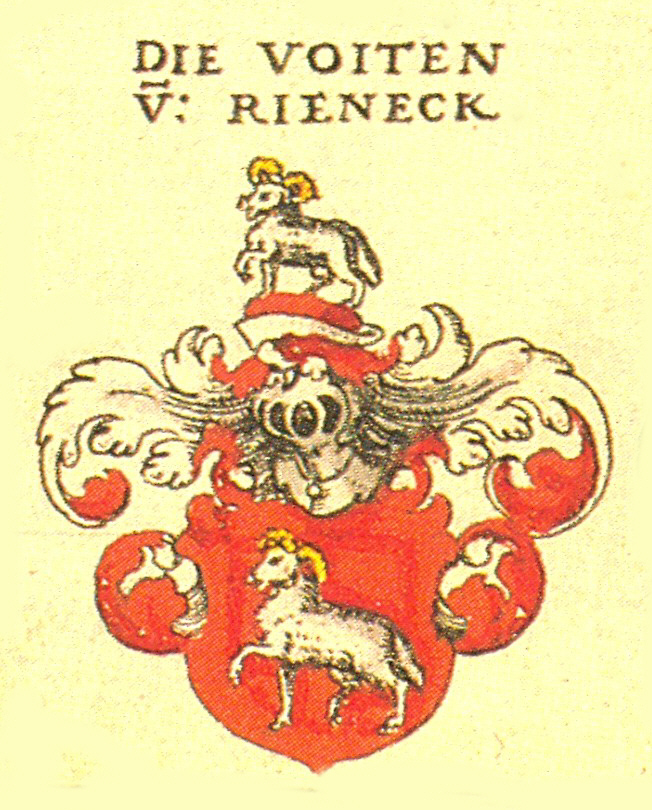
Wappen der Familie Voit von Rieneck nach Siebmachers Wappenbuch

Das Widderhorn kann weder dem Wappen der Freiherren von Thüngen noch dem der Grafen von Rieneck entnommen sein, obwohl beide Familien eng mit der Geschichte von Burgsinn verbunden sind. Während mit dem Aussterben der Rothenfelser Linie der Rienecker 1333 die Hälfte des Schlosses Burgsinn, das die Grafen von Rieneck als Lehen hatten, an Würzburg zurückfiel und 1405 die Freiherren von Thüngen das ganze Schloss von Würzburg kauften, waren die Voit von Rieneck, welche lange Zeit Vögte zu Rieneck waren, noch bis ins 15. Jahrhundert Inhaber eines Teils des Zehnt und des Gerichts zu Mittelsinn. Als Kurmainz 1630 die Exekution gegen die Thüngen durchführte, wurde das Gericht zu Burgsinn durch den Keller von Rieneck abgehalten – die Grafen von Rieneck waren bereits in der ersten Hälfte des 16. Jahrhunderts ausgestorben. Nach der Wiedereinsetzung der Thüngen in Burgsinn im Jahre 1697 wurde neben verschiedenen anderen Abmachungen der Gemeinde ausdrücklich die Belassung „ihres alten Dorfsiegels“ zugesichert. Welcher Art dieses Siegel war und aus welcher Zeit es stammte, wird zwar nicht gesagt, da aber die Voit von Rieneck einen Widder in ihrem Wappen führten, ist mit an Sicherheit grenzender Wahrscheinlichkeit anzunehmen, dass das Wappen von Burgsinn das geminderte Wappen der Voit von Rieneck ist.

## Wirtschaft und Infrastruktur

### Wirtschaft einschließlich Land- und Forstwirtschaft
Es gab im Jahr 2020 nach der amtlichen Statistik im Bereich der Land- und Forstwirtschaft keine, im produzierenden Gewerbe 123 und im Bereich Handel und Verkehr 117 sozialversicherungspflichtig Beschäftigte am Arbeitsort. In sonstigen Wirtschaftsbereichen waren am Arbeitsort 33 Personen sozialversicherungspflichtig beschäftigt. Sozialversicherungspflichtig Beschäftigte am Wohnort gab es insgesamt 1059. Im verarbeitenden Gewerbe gab es drei Betriebe, im Bauhauptgewerbe einen Betrieb. Zudem bestanden im Jahr 2016 14 landwirtschaftliche Betriebe mit einer landwirtschaftlich genutzten Fläche von 391 ha, davon waren 30 ha Ackerfläche und 361 ha Dauergrünfläche.

### Verkehr
Burgsinn liegt an der Schnellfahrstrecke Hannover–Würzburg und der Bahnstrecke Flieden–Gemünden. Am Betriebsbahnhof Burgsinn ist ein Wechsel zwischen beiden Bahnstrecken möglich. Der Burgsinntunnel liegt ebenfalls auf dem Gebiet der namensgebenden Gemarkung.

### Rundfunk
Burgsinn ist Standort eines Füllsenders des Bayerischen Rundfunks.

## Sehenswürdigkeiten

Das alte Schloss
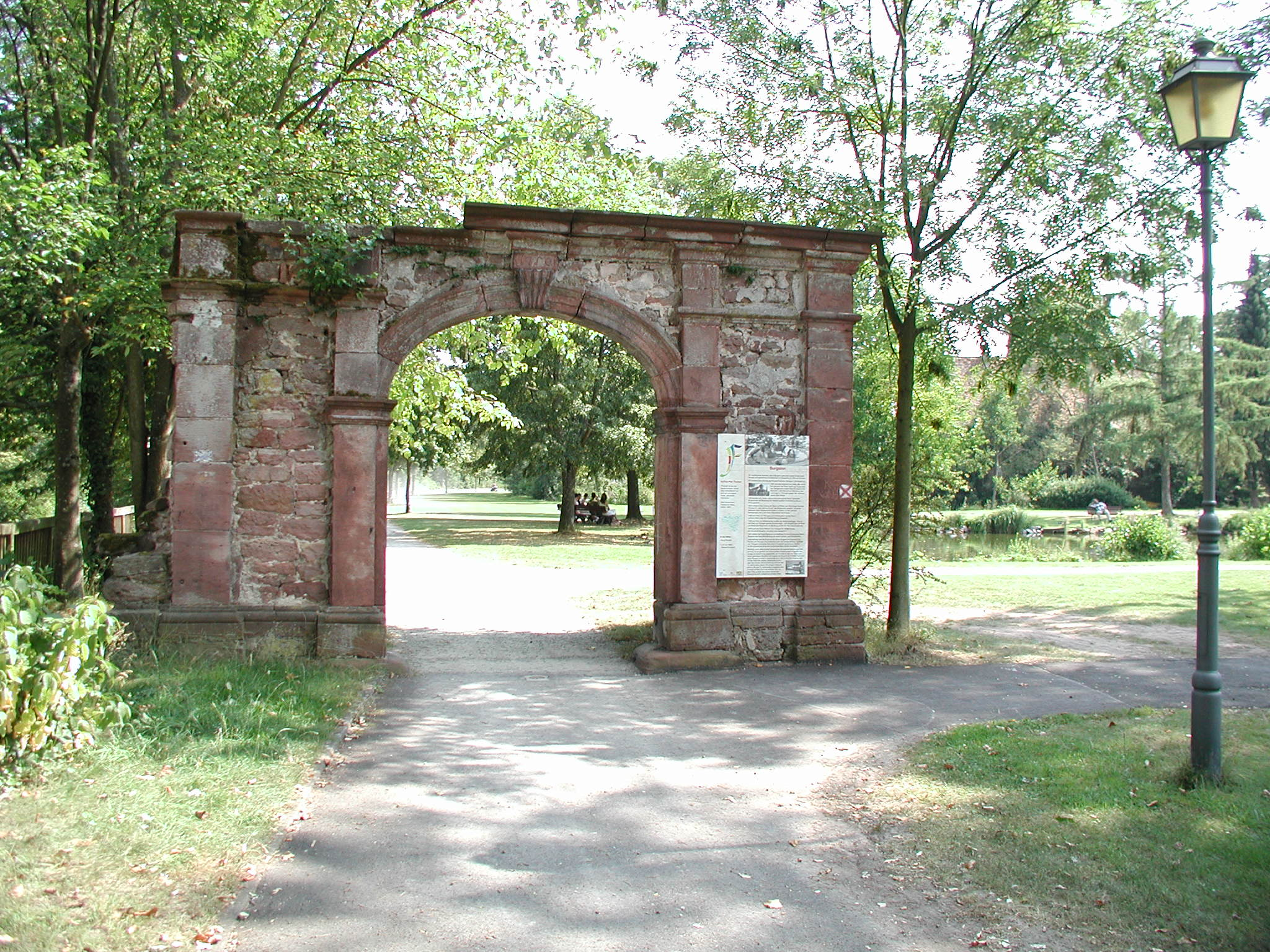
Eingang Burgpark
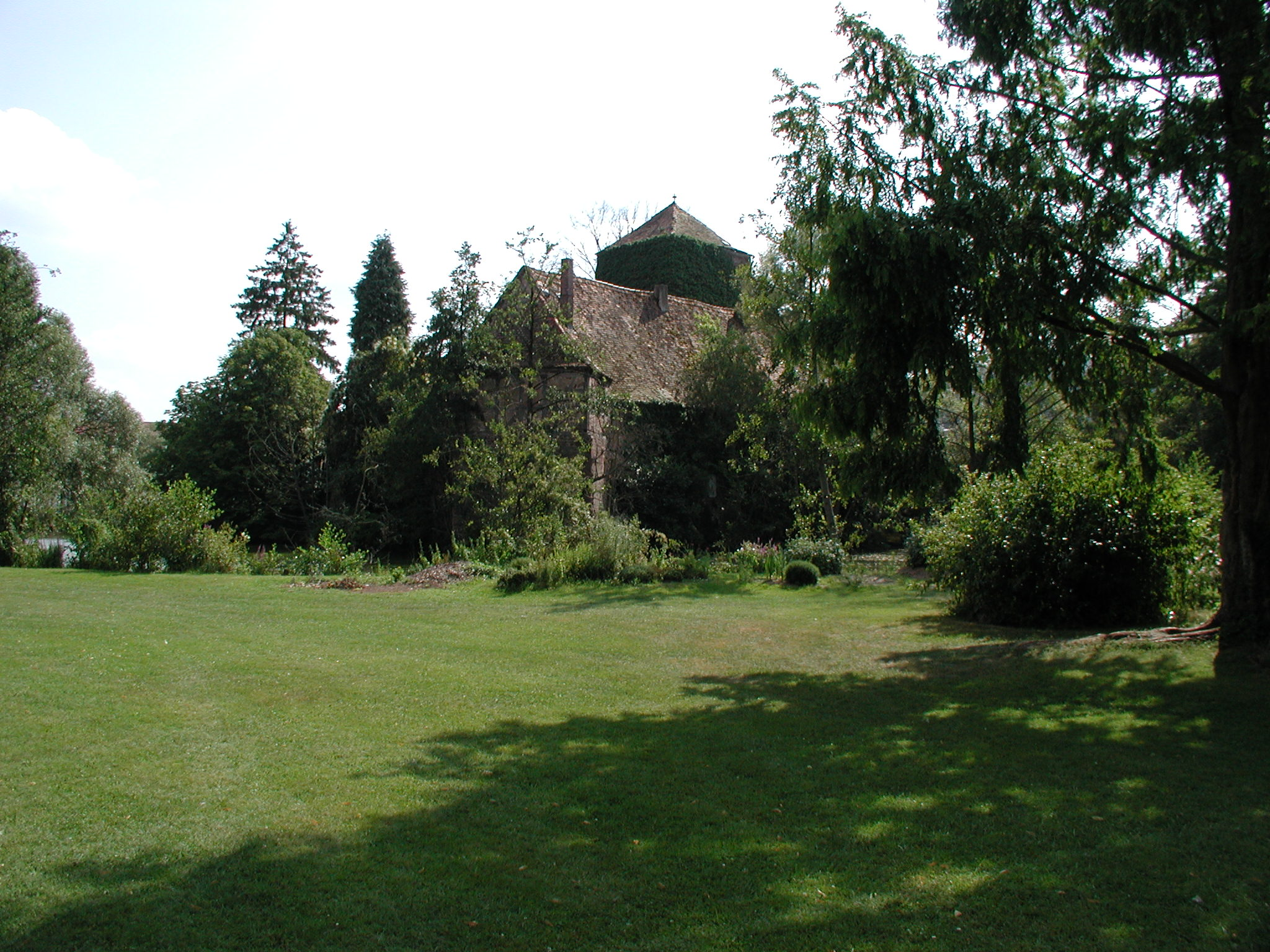
Die Anlage
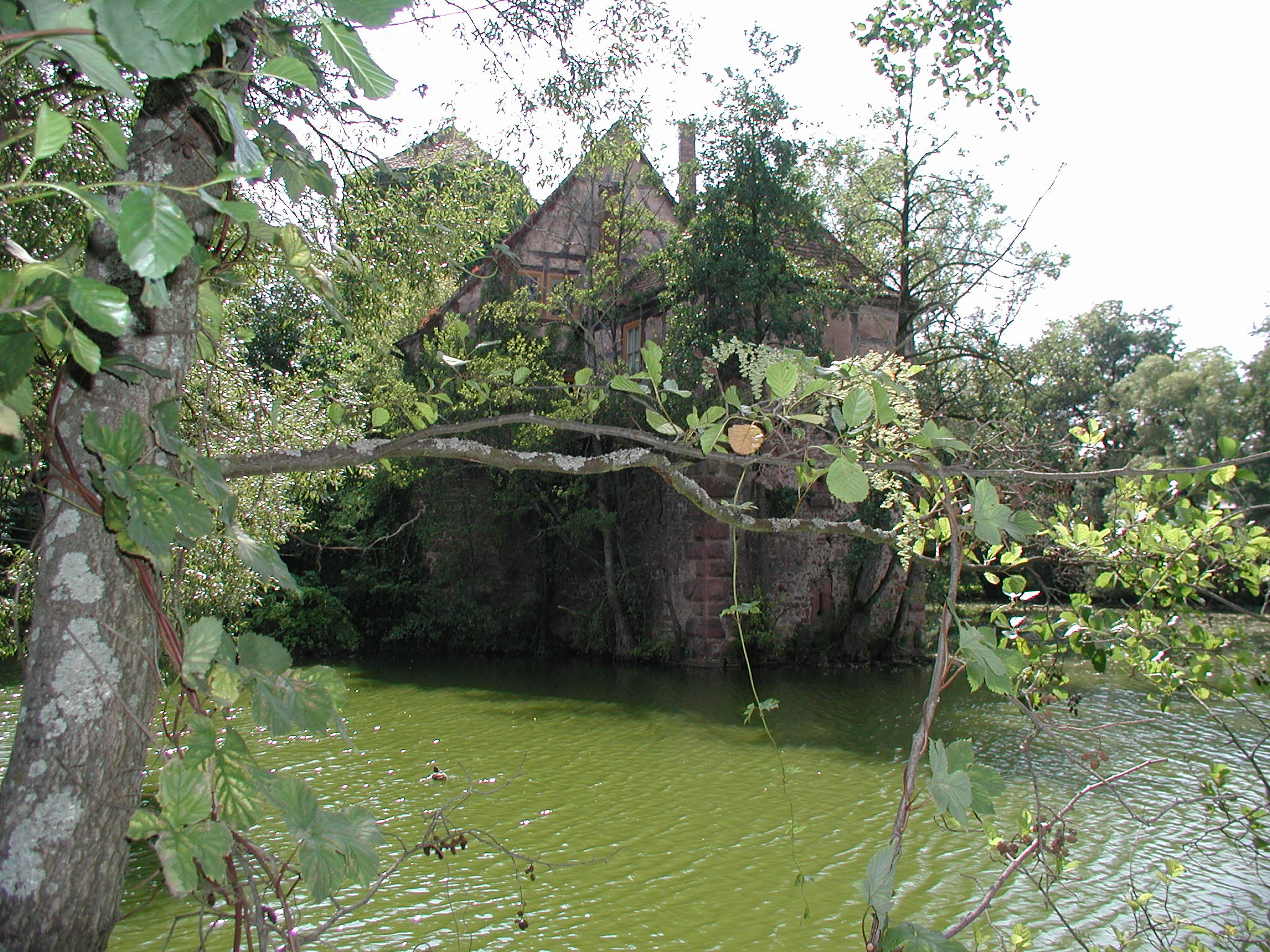
Der Wassergraben
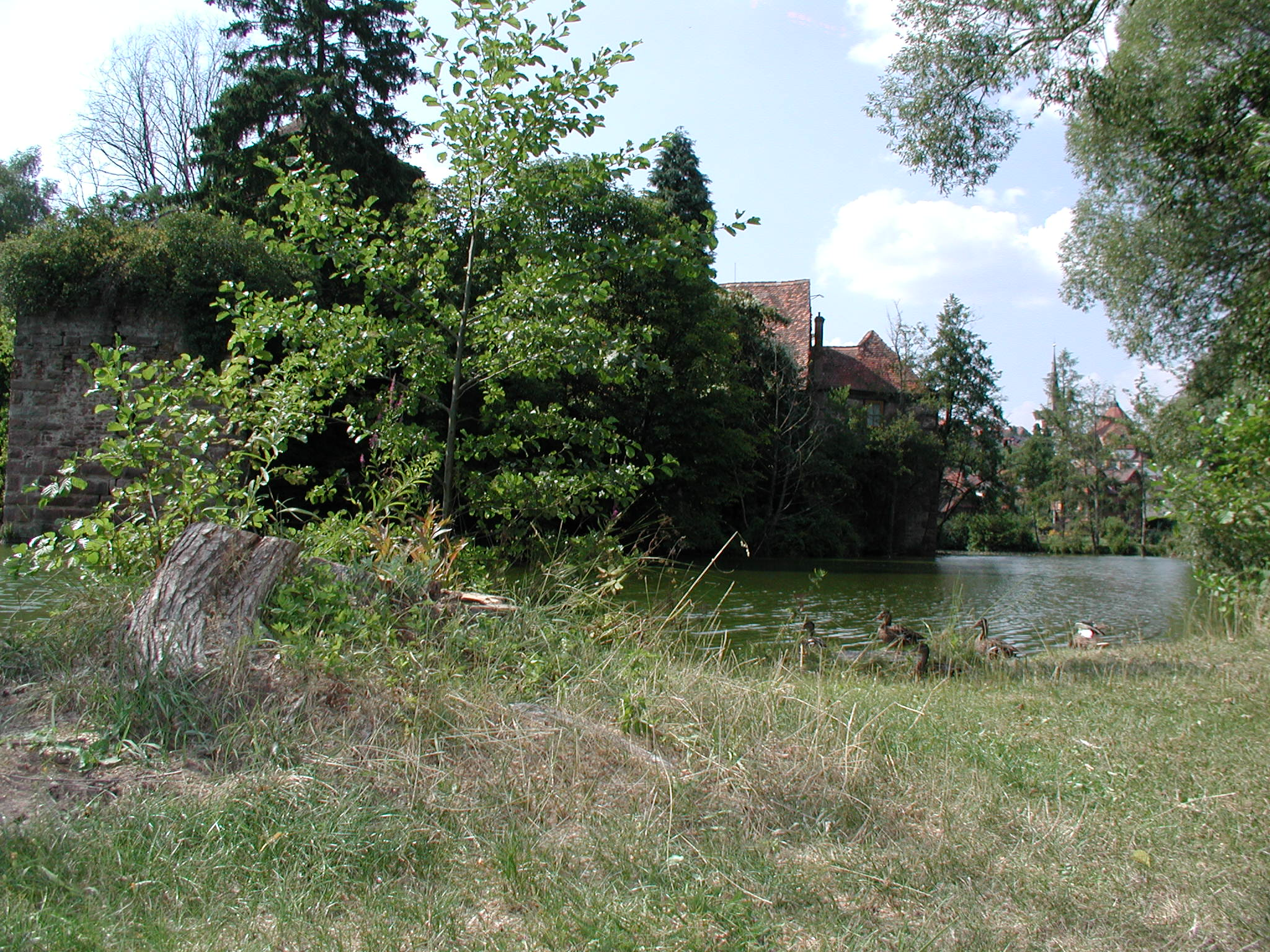
Seitlich der Ort
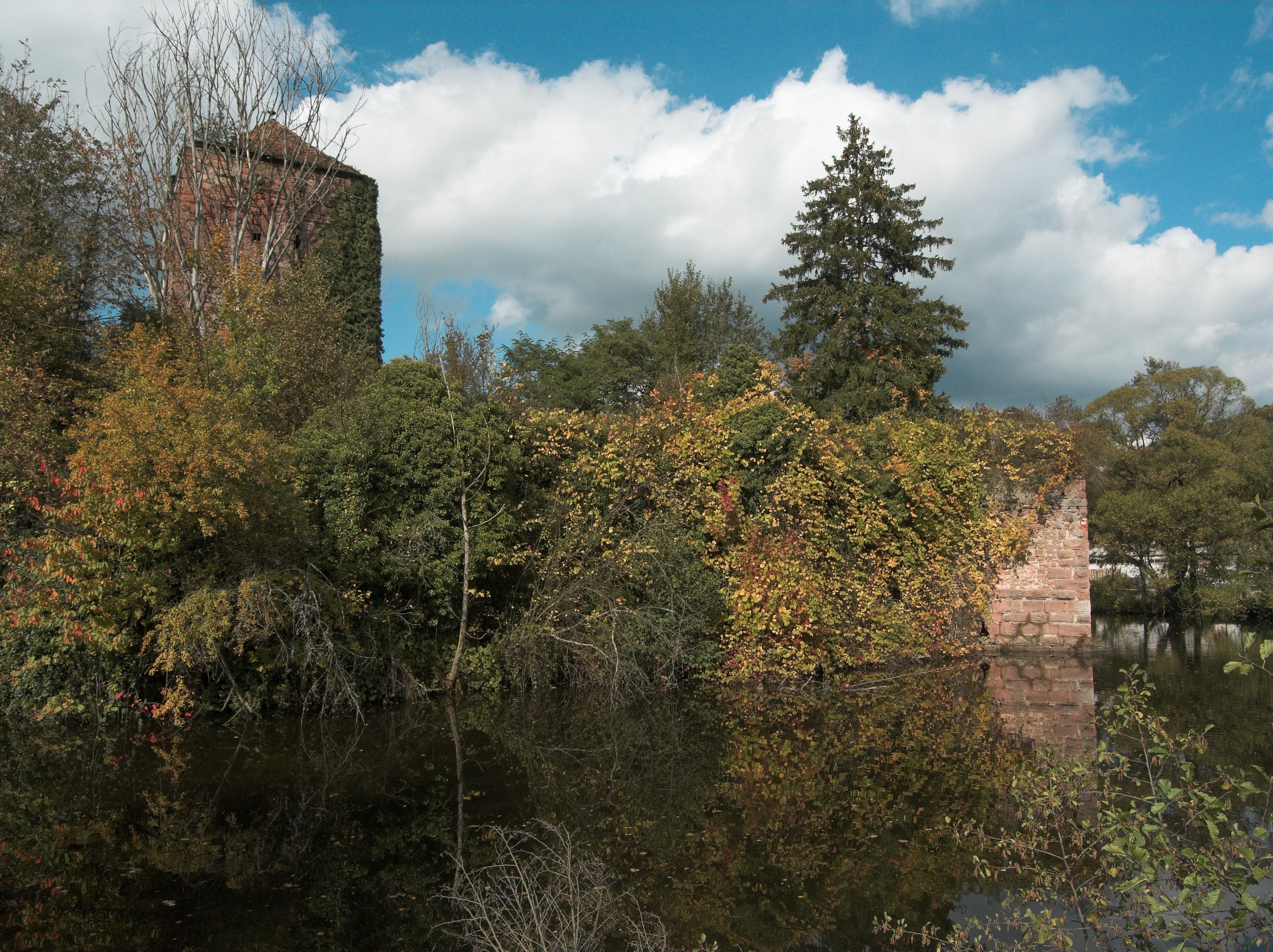
Westseite

- Die Burg, auch Altes Schloss genannt, ist wie ein typisches Wasserschloss angelegt. Die Anlage ist trapezförmig ausgelegt, mit jeweils einem Turm an den vier Ecken. Am Zugang der Burg befindet sich ein gewaltiger Bergfried von 22 Metern Höhe. Seine Mauern haben eine Seitenlänge von 2,50 Meter und sind 2,60 Meter stark. Die Errichtung des Turmes wird auf das 12. Jahrhundert datiert. Die übrigen Gebäude wurden im 16. oder 17. Jahrhundert umgebaut oder erneuert.
- Das Neue Schloss der Familie Thüngen wurde 1590 bis 1620 im Renaissancestil am Waldrand östlich der Sinn erbaut.
- Drittes Schloss in Burgsinn ist das sogenannte Fronhofer Schlösschen, 1607 ebenfalls durch das Haus Thüngen als Witwensitz errichtet.
- Der ortsbildprägende Bau der katholischen Pfarrkirche St. Michael in neobarocken Formen wurde 1907–1908 unter Einbeziehung älterer Bauteile errichtet.
- Die evangelische Dreieinigkeitskirche mit ihrem freistehenden Glockenturm entstand ab 1952 aus rotem Mainsandstein unweit der katholischen Kirche.

## Medizin
Die medizinische Versorgung wird von drei im Ort niedergelassenen Allgemeinärzten, einem Zahnarzt, einer Apotheke, zwei Physiotherapeuten sowie von den jeweils etwa knapp 30 Kilometer entfernt liegenden Krankenhäusern in Lohr, Schlüchtern oder Bad Brückenau gesichert.
Zudem befindet sich in Burgsinn eine Rettungswache des Bayerischen Roten Kreuzes. Sie ist mit einem RTW ausgestattet. Die Wache ist rund um die Uhr besetzt, sieben Tage die Woche.

## Bildung
Es gibt folgende Einrichtungen (Stand: 2021):
- 1 Kindertageseinrichtung: 116 Kindergartenplätze mit 91 betreuten Kindern
- 2 Grund- bzw. Mittel-/Hauptschulen: 12 Lehrer, 175 Schüler

## Freizeit
Burgsinn hat ein relativ großes (Frei-)Schwimmbad mit einem 50-Meterbecken inkl. Sprungturm (ein, drei und fünf Meter), einem Nichtschwimmerbecken mit Rutsche sowie einem Kinderbecken. Zur Anlage gehören auch zwei Beachvolleyball-Felder. Es gibt im Ort eine Parkanlage und die Radwege um Burgsinn herum führen von Würzburg bis nach Fulda.

### Sportvereine
Mehrere ansässige Sportvereine bieten den Bürgern und Urlaubern die Möglichkeit der aktiven Freizeitgestaltung. Nachfolgende Sportvereine engagieren sich besonders in der Jugendarbeit.
Angelsportverein Burgsinn, SG 1920 Burgsinn, Tennisclub 1970 Burgsinn e. V.

### Musikvereine
Überregional bekannt ist der Männer-Gesangverein-Burgsinn sowie der die Rhönies.

## Persönlichkeiten
- Ludwig Julius Traugott von Thüngen (* 1794 in Burgsinn; † 1872 in Würzburg), Jurist, Bezirksgerichtsdirektor
- Johann Christian Wilhelm Dittmar (* 1801 in Pappenheim; † 1877 in Bayreuth), evangelisch-lutherischer Theologe und Politiker, war Pfarrer in Burgsinn
- Fritz Fuchsenberger (* 1876 in Würzburg; † 1945 in München), Architekt und Hochschullehrer, entwarf die Erweiterung von St. Michael in Burgsinn
- Florian Köhler (* 1935 in Frankfurt am Main; † 2013 in Hamburg), Maler, Zeichner und Grafiker, besuchte die Volksschule in Burgsinn